# Panicum omega
Panicum omega är en gräsart som beskrevs av Stephen Andrew Renvoize. Panicum omega ingår i släktet vipphirser, och familjen gräs. Inga underarter finns listade i Catalogue of Life.